# Sibthorpia
- Commons
- Wikispecies

Sibthorpia L. é um género botânico pertencente à família Plantaginaceae. Tradicionalmente este gênero era classificado na família das Scrophulariaceae.

## Espécies
Apresenta 19 espécies:
Sibthorpia africana Sibthorpia americana Sibthorpia australis
Sibthorpia balearica Sibthorpia conspicua Sibthorpia europaea
Sibthorpia evolvulacea Sibthorpia nectarifera Sibthorpia parvifolia
Sibthorpia pelia Sibthorpia peregrina Sibthorpia pichinchensis
Sibthorpia pichinensis Sibthorpia pinnata Sibthorpia prostrata
Sibthorpia repens Sibthorpia retusa Sibthorpia rotundifolia
Sibthorpia triandra
- «Lista das espécies»

## Classificação do gênero
| Sistema | Classificação                        | Referência               |
| ------- | ------------------------------------ | ------------------------ |
| Linné   | Classe Didynamia, ordem Angiospermia | Species plantarum (1753) |